# 瓜园则湾乡
瓜园则湾乡是中国陕西省榆林市子洲县下辖的一个乡。

## 行政区划
瓜园则湾乡下辖以下行政区：
瓜园则湾村、吴家山村、火石沟村、西沟村、桑坪村、艾家畔村、草湾村、蒋兴庄村、陈家沟村、石畔峁村、朱家阳湾村、屈家山村、王阳坬村、麻地沟村、苗塌则村、刘家湾村